# Taras Šelestjuk
Taras Oleksandrovyč Šelestjuk (in ucraino Тарас Олександрович Шелестюк?; Sumy, 30 novembre 1985) è un pugile ucraino, nella categoria dei pesi welter.

## Biografia
Šelestjuk è laureato all'Università Nazionale Pedagogica Glukhov.

## Carriera pugilistica
Ha intrapreso l'attività pugilistica nel 2000 a 14 anni. Attualmente è allenato da Vladimir Vinnikov.
Ha partecipato ad una edizione dei giochi olimpici (Londra 2012), due dei campionati del mondo (Milano 2009, Baku 2011) e una degli europei (Mosca 2010).

## Principali incontri disputati
Statistiche aggiornate al 19 settembre 2012.
| Evento    | Edizione    | Categoria       | Trentaduesimi                     | Sedicesimi                             | Ottavi                             | Quarti                             | Semifinale                        | Finale                             | Pos. | Note  |
| --------- | ----------- | --------------- | --------------------------------- | -------------------------------------- | ---------------------------------- | ---------------------------------- | --------------------------------- | ---------------------------------- | ---- | ----- |
| Mondiali  | Milano 2009 | Welter (-69 kg) | Leon Chartoi ( Svezia) V 10-3     | Onder Sipal ( Turchia) V 14-6          | Serik Säpiev ( Kazakistan) P 11-16 | non qualificato                    | non qualificato                   | non qualificato                    | 9º   | [ 2 ] |
| Europei   | Mosca 2010  | Welter (-69 kg) | N.D.                              | Andrej Zamkovoj ( Russia) V 6-3        | Onder Sipal ( Turchia) V 4-2       | John Joe Joyce ( Irlanda) V 9-1    | Balazs Bacskai ( Ungheria) P 2-4  | non qualificato                    |      | [ 3 ] |
| Mondiali  | Baku 2011   | Welter (-69 kg) | Torben Keller ( Danimarca) V 23-8 | Carlos Banteaux Suárez ( Cuba) V 17-15 | Alexis Vastine ( Francia) V 18-11  | Andrej Zamkovoj ( Russia) V +13-13 | Krishan Vikas ( India) V 15-12    | Serik Säpiev ( Kazakistan) V 16-10 |      | [ 4 ] |
| Olimpiadi | Londra 2012 | Welter (-69 kg) | N.D.                              | Bye                                    | Vasilii Belous ( Moldavia) V 15-7  | Alexis Vastine ( Francia) V +18-18 | Fred Evans ( Regno Unito) P 10-11 | non qualificato                    |      | [ 5 ] |